# E-Prix de Hong Kong de 2017
El e-Prix de Hong Kong de 2017 (oficialmente, el 2017-18 FIA Formula E HKT Hong Kong e-Prix) fue una carrera de monoplazas eléctricos del campeonato de la Fórmula E que tuvo lugar el 2 y 3 de diciembre de 2017 en el Hong Kong Central Harbourfront Circuit de Hong Kong.

## Carrera 1(2 de diciembre)

### Entrenamientos libres
Todos los horarios corresponden al huso horario local (UTC+8).

#### Primeros libres
| Hora de inicio 7:00 - Hora de finalización 7:45 |    |                 |                           |          |            |         |
| Pos.                                            | Nº | Piloto          | Equipo                    | Tiempo   | Diferencia | Vueltas |
| 1                                               | 9  | Sébastien Buemi | Renault e.dams            | 1:03.310 | —          | 25      |
| 2                                               | 20 | Mitch Evans     | Panasonic Jaguar Racing   | 1:03.776 | +0.466     | 26      |
| 3                                               | 66 | Daniel Abt      | Audi Sport ABT Schaeffler | 1:03.856 | +0.546     | 28      |
| 4                                               | 1  | Lucas Di Grassi | Audi Sport ABT Schaeffler | 1:03.969 | +0.659     | 26      |
| 5                                               | 2  | Sam Bird        | DS Virgin Racing          | 1:04.097 | +0.787     | 26      |
| Fuente:fiaformulae.com                          |    |                 |                           |          |            |         |

#### Segundos libres
| Hora de inicio 9:30 - Hora de finalización 10:00 |    |                 |                           |          |            |         |
| Pos.                                             | Nº | Piloto          | Equipo                    | Tiempo   | Diferencia | Vueltas |
| 1                                                | 20 | Mitch Evans     | Panasonic Jaguar Racing   | 1:02.875 | —          | 18      |
| 2                                                | 66 | Daniel Abt      | Audi Sport ABT Schaeffler | 1:03.113 | +0.238     | 20      |
| 3                                                | 1  | Lucas Di Grassi | Audi Sport ABT Schaeffler | 1:03.166 | +0.291     | 20      |
| 4                                                | 16 | Oliver Turvey   | NIO Formula E Team        | 1:03.295 | +0.420     | 14      |
| 5                                                | 23 | Nick Heidfeld   | Mahindra Racing           | 1:03.321 | +0.446     | 13      |
| Fuente:fiaformulae.com                           |    |                 |                           |          |            |         |

### Clasificación
Todos los horarios corresponden al huso horario local (UTC+8).

#### Resultados
| Hora de inicio 11:00 - Hora de finalización 11:45 |    |                        |                           |          |            |    |
| Pos.                                              | Nº | Piloto                 | Equipo                    | Tiempo   | Diferencia | P. |
| 1                                                 | 2  | Sam Bird               | DS Virgin Racing          | 1:03.276 | —          | SP |
| 2                                                 | 23 | Nick Heidfeld          | Mahindra Racing           | 1:03.350 | +0.074     | SP |
| 3                                                 | 25 | Jean-Éric Vergne       | Techeetah                 | 1:03.403 | +0.127     | SP |
| 4                                                 | 19 | Felix Rosenqvist       | Mahindra Racing           | 1:03.466 | +0.190     | SP |
| 5                                                 | 66 | Daniel Abt             | Audi Sport ABT Schaeffler | 1:03.561 | +0.285     | SP |
| 6                                                 | 1  | Lucas Di Grassi        | Audi Sport ABT Schaeffler | 1:03.773 | +0.497     | 6  |
| 7                                                 | 16 | Oliver Turvey          | NIO Formula E Team        | 1:03.881 | +0.605     | 7  |
| 8                                                 | 28 | António Félix da Costa | MS&AD Andretti Formula E  | 1:03.914 | +0.638     | 8  |
| 9                                                 | 9  | Sébastien Buemi        | Renault e.dams            | 1:03.966 | +0.690     | 9  |
| 10                                                | 3  | Nelson Piquet Jr.      | Panasonic Jaguar Racing   | 1:03.724 | +0.156     | 10 |
| 11                                                | 7  | Jérôme d'Ambrosio      | Dragon Racing             | 1:03.993 | +0.717     | 11 |
| 12                                                | 18 | André Lotterer         | Techeetah                 | 1:04.405 | +1.121     | 12 |
| 13                                                | 27 | Kamui Kobayashi        | MS&AD Andretti Formula E  | 1:04.423 | +1.147     | 13 |
| 14                                                | 5  | Maro Engel             | Venturi Formula E Team    | 1:04.907 | +1.631     | 14 |
| 15                                                | 68 | Luca Filippi           | NIO Formula E Team        | 1:05.450 | +2.174     | 15 |
| 16                                                | 36 | Alex Lynn              | DS Virgin Racing          | 1:05.544 | +2.268     | 16 |
| 17                                                | 6  | Neel Jani              | Dragon Racing             | 1:05.615 | +2.339     | 20 |
| 18                                                | 8  | Nicolas Prost          | Renault e.dams            | 1:07.745 | +4.469     | 17 |
| 19                                                | 4  | Edoardo Mortara        | Venturi Formula E Team    | 1:12.730 | +9.454     | 18 |
| 20                                                | 20 | Mitch Evans            | Panasonic Jaguar Racing   | 1:19.616 | +16.340    | 19 |
| Fuente:fiaformulae.com                            |    |                        |                           |          |            |    |

Notas:
1. ↑  «HKT Hong Kong E-Prix – HK Formula E». hkformulae.com (en inglés estadounidense). Consultado el 29 de noviembre de 2017.
2. 1 2 3  «Race Day Timetable – HK Formula E». hkformulae.com (en inglés estadounidense). Consultado el 29 de noviembre de 2017.
3. 1 2 3  «Race 1 Results – Formula E». www.fiaformulae.com (en inglés). Archivado desde el original el 8 de octubre de 2018. Consultado el 2 de diciembre de 2017.
4. 1 2 3 4 5  Las primeras 5 posiciones de la parrilla van a ser determinadas por una Super Pole.
5. ↑  Fue sancionado con 10 puestos en la grilla de largada por cambiar la batería.

#### Super Pole
| Hora de inicio 11:45 - Hora de finalización 12:00 |    |                  |                           |          |            |    |
| Pos.                                              | Nº | Piloto           | Equipo                    | Tiempo   | Diferencia | P. |
| 1                                                 | 25 | Jean-Éric Vergne | Techeetah                 | 1:03.568 | —          | 1  |
| 2                                                 | 2  | Sam Bird         | DS Virgin Racing          | 1:03.595 | +0.027     | 2  |
| 3                                                 | 23 | Nick Heidfeld    | Mahindra Racing           | 1:03.597 | +0.029     | 3  |
| 4                                                 | 66 | Daniel Abt       | Audi Sport ABT Schaeffler | 1:03.724 | +0.156     | 4  |
| 5                                                 | 19 | Felix Rosenqvist | Mahindra Racing           | 1:04.718 | +1.150     | 5  |
| Fuente:fiaformulae.com                            |    |                  |                           |          |            |    |

Notas:

### Carrera
Todos los horarios corresponden al huso horario local (UTC+8).
| Hora de inicio 15:00   |    |                        |                           |       |                 |    |        |
| Pos.                   | Nº | Piloto                 | Equipo                    | Vtas. | Tiempo/Retirado | P. | Puntos |
| 1                      | 2  | Sam Bird               | DS Virgin Racing          | 43    | 1:17:10.486     | 2  | 25     |
| 2                      | 25 | Jean-Éric Vergne       | Techeetah                 | 43    | +11.575         | 1  | 21     |
| 3                      | 23 | Nick Heidfeld          | Mahindra Racing           | 43    | +12.465         | 3  | 15     |
| 4                      | 3  | Nelson Piquet Jr.      | Panasonic Jaguar Racing   | 43    | +15.324         | 10 | 12     |
| 5                      | 66 | Daniel Abt             | Audi Sport ABT Schaeffler | 43    | +17.205         | 4  | 11     |
| 6                      | 28 | António Félix da Costa | MS&AD Andretti Formula E  | 43    | +18.083         | 8  | 8      |
| 7                      | 4  | Edoardo Mortara        | Venturi Formula E Team    | 43    | +19.797         | 18 | 6      |
| 8                      | 36 | Alex Lynn              | DS Virgin Racing          | 43    | +20.904         | 16 | 4      |
| 9                      | 8  | Nicolas Prost          | Renault e.dams            | 43    | +24.785         | 17 | 2      |
| 10                     | 68 | Luca Filippi           | NIO Formula E Team        | 43    | +25.500         | 15 | 1      |
| 11                     | 9  | Sébastien Buemi        | Renault e.dams            | 43    | +26.202         | 9  |        |
| 12                     | 20 | Mitch Evans            | Panasonic Jaguar Racing   | 43    | +34.871         | 19 |        |
| 13                     | 5  | Maro Engel             | Venturi Formula E Team    | 43    | +35.752         | 14 |        |
| 14                     | 19 | Felix Rosenqvist       | Mahindra Racing           | 43    | +41.174         | 5  |        |
| 15                     | 27 | Kamui Kobayashi        | MS&AD Andretti Formula E  | 43    | +48.422         | 13 |        |
| 16                     | 16 | Oliver Turvey          | NIO Formula E Team        | 42    | +1 vuelta       | 7  |        |
| 17                     | 1  | Lucas Di Grassi        | Audi Sport ABT Schaeffler | 42    | +1 vuelta       | 6  |        |
| 18                     | 6  | Neel Jani              | Dragon Racing             | 42    | +1 vuelta       | 20 |        |
| DSQ                    | 18 | André Lotterer         | Techeetah                 | 43    |                 | 12 |        |
| Ret                    | 7  | Jérôme d'Ambrosio      | Dragon Racing             | 34    |                 | 11 |        |
| Fuente:fiaformulae.com |    |                        |                           |       |                 |    |        |

Notas:
1. ↑  Tres puntos adicionales para el que marco la pole position. (Jean-Éric Vergne)
2. ↑  Un punto adicional para el que marcó la vuelta rápida en carrera dentro de los que acabaron en Top-10. (Daniel Abt)
3. ↑  Fue descalificado porque había estacionado su vehículo ilegalmente en el parque cerrado. (André Lotterer)
4. ↑  Aunque marcó la vuelta rápida de carrera, no se llevó el punto en juego puesto que no acabó entre los 10 primeros clasificados. (Jérôme d'Ambrosio)

## Carrera 2(3 de diciembre)

### Entrenamientos libres
Todos los horarios corresponden al huso horario local (UTC+8).

#### Primeros libres
| Hora de inicio 8:30 - Hora de finalización 9:15 |    |                  |                           |          |            |         |
| Pos.                                            | Nº | Piloto           | Equipo                    | Tiempo   | Diferencia | Vueltas |
| 1                                               | 9  | Sébastien Buemi  | Renault e.dams            | 1:02.002 | —          |         |
| 2                                               | 36 | Alex Lynn        | DS Virgin Racing          | 1:02.351 | +0.349     |         |
| 3                                               | 1  | Lucas Di Grassi  | Audi Sport ABT Schaeffler | 1:02.380 | +0.378     |         |
| 4                                               | 25 | Jean-Éric Vergne | Techeetah                 | 1:02.437 | +0.435     |         |
| 5                                               | 2  | Sam Bird         | DS Virgin Racing          | 1:02.514 | +0.512     |         |
| Fuente:fiaformulae.com                          |    |                  |                           |          |            |         |

### Clasificación
Todos los horarios corresponden al huso horario local (UTC+8).

#### Resultados
| Hora de inicio 11:00 - Hora de finalización 11:45 |    |                        |                           |          |            |    |
| Pos.                                              | Nº | Piloto                 | Equipo                    | Tiempo   | Diferencia | P. |
| 1                                                 | 20 | Mitch Evans            | Panasonic Jaguar Racing   | 1:02.577 | —          | SP |
| 2                                                 | 66 | Daniel Abt             | Audi Sport ABT Schaeffler | 1:02.703 | +0.126     | SP |
| 3                                                 | 4  | Edoardo Mortara        | Venturi Formula E Team    | 1:02.870 | +0.293     | SP |
| 4                                                 | 19 | Felix Rosenqvist       | Mahindra Racing           | 1:02.878 | +0.301     | SP |
| 5                                                 | 2  | Sam Bird               | DS Virgin Racing          | 1:02.897 | +0.320     | SP |
| 6                                                 | 36 | Alex Lynn              | DS Virgin Racing          | 1:02.929 | +0.352     | 5  |
| 7                                                 | 28 | António Félix da Costa | MS&AD Andretti Formula E  | 1:02.979 | +0.402     | 6  |
| 8                                                 | 25 | Jean-Éric Vergne       | Techeetah                 | 1:02.982 | +0.405     | 7  |
| 9                                                 | 16 | Oliver Turvey          | NIO Formula E Team        | 1:03.092 | +0.515     | 8  |
| 10                                                | 68 | Luca Filippi           | NIO Formula E Team        | 1:03.210 | +0.633     | 9  |
| 11                                                | 23 | Nick Heidfeld          | Mahindra Racing           | 1:03.276 | +0.699     | 10 |
| 12                                                | 3  | Nelson Piquet Jr.      | Panasonic Jaguar Racing   | 1:03.310 | +0.733     | 11 |
| 13                                                | 1  | Lucas Di Grassi        | Audi Sport ABT Schaeffler | 1:03.346 | +0.769     | 12 |
| 14                                                | 8  | Nicolas Prost          | Renault e.dams            | 1:03.418 | +0.841     | 14 |
| 15                                                | 5  | Maro Engel             | Venturi Formula E Team    | 1:03.446 | +0.869     | 15 |
| 16                                                | 27 | Kamui Kobayashi        | MS&AD Andretti Formula E  | 1:03.473 | +0.896     | 16 |
| 17                                                | 18 | André Lotterer         | Techeetah                 | 1:03.845 | +1.268     | 17 |
| 18                                                | 7  | Jérôme d'Ambrosio      | Dragon Racing             | 1:03.849 | +1.272     | 18 |
| 19                                                | 6  | Neel Jani              | Dragon Racing             | 1:04.612 | +2.035     | 19 |
| 20                                                | 9  | Sébastien Buemi        | Renault e.dams            | 1:05.346 | +2.769     | 20 |
| Fuente:fiaformulae.com                            |    |                        |                           |          |            |    |

Notas:
1. 1 2
2. 1 2  «Race 2 Results – Formula E». www.fiaformulae.com (en inglés). Archivado desde el original el 8 de octubre de 2018. Consultado el 3 de diciembre de 2017.
3. 1 2 3 4 5  Las primeras 5 posiciones de la parrilla van a ser determinadas por una Super Pole.

#### Super Pole
| Hora de inicio 11:45 - Hora de finalización 12:00 |    |                  |                           |             |             |    |
| Pos.                                              | Nº | Piloto           | Equipo                    | Tiempo      | Diferencia  | P. |
| 1                                                 | 19 | Felix Rosenqvist | Mahindra Racing           | 1:02.836    | —           | 1  |
| 2                                                 | 4  | Edoardo Mortara  | Venturi Formula E Team    | 1:03.108    | +0.272      | 2  |
| 3                                                 | 2  | Sam Bird         | DS Virgin Racing          | 1:03.109    | +0.273      | 13 |
| 4                                                 | 66 | Daniel Abt       | Audi Sport ABT Schaeffler | 1:03.715    | +0.879      | 3  |
| 5                                                 | 20 | Mitch Evans      | Panasonic Jaguar Racing   | Sin tiempos | Sin tiempos | 4  |
| Fuente:fiaformulae.com                            |    |                  |                           |             |             |    |

Notas:
1. ↑  Fue sancionado con 10 puestos en la grilla de largada por conducción temeraria en la zona de boxes.
2. ↑  El tiempo de la Super Pole se canceló porque había consumido más de los 200 kW de energía permitidos.

### Carrera
Todos los horarios corresponden al huso horario local (UTC+8).
| Hora de inicio 15:00   |    |                        |                           |       |                 |    |        |
| Pos.                   | Nº | Piloto                 | Equipo                    | Vtas. | Tiempo/Retirado | P. | Puntos |
| 1                      | 19 | Felix Rosenqvist       | Mahindra Racing           | 45    | 50:05.084       | 1  | 29     |
| 2                      | 4  | Edoardo Mortara        | Venturi Formula E Team    | 45    | +7.031          | 2  | 18     |
| 3                      | 20 | Mitch Evans            | Panasonic Jaguar Racing   | 45    | +10.619         | 4  | 15     |
| 4                      | 25 | Jean-Éric Vergne       | Techeetah                 | 45    | +12.593         | 7  | 12     |
| 5                      | 2  | Sam Bird               | DS Virgin Racing          | 45    | +12.879         | 13 | 10     |
| 6                      | 16 | Oliver Turvey          | NIO Formula E Team        | 45    | +14.199         | 8  | 8      |
| 7                      | 5  | Maro Engel             | Venturi Formula E Team    | 45    | +15.676         | 15 | 6      |
| 8                      | 8  | Nicolas Prost          | Renault e.dams            | 45    | +18.905         | 14 | 4      |
| 9                      | 36 | Alex Lynn              | DS Virgin Racing          | 45    | +19.025         | 5  | 2      |
| 10                     | 9  | Sébastien Buemi        | Renault e.dams            | 45    | +22.139         | 20 | 1      |
| 11                     | 28 | António Félix da Costa | MS&AD Andretti Formula E  | 45    | +23.359         | 6  |        |
| 12                     | 3  | Nelson Piquet Jr.      | Panasonic Jaguar Racing   | 45    | +27.904         | 11 |        |
| 13                     | 18 | André Lotterer         | Techeetah                 | 45    | +28.591         | 17 |        |
| 14                     | 1  | Lucas Di Grassi        | Audi Sport ABT Schaeffler | 45    | +39.137         | 12 |        |
| 15                     | 7  | Jérôme d'Ambrosio      | Dragon Racing             | 45    | +55.189         | 18 |        |
| 16                     | 23 | Nick Heidfeld          | Mahindra Racing           | 44    | +1 vuelta       | 10 |        |
| 17                     | 27 | Kamui Kobayashi        | MS&AD Andretti Formula E  | 44    | +1 vuelta       | 16 |        |
| 18                     | 6  | Neel Jani              | Dragon Racing             | 44    | +1 vuelta       | 19 |        |
| DSQ                    | 66 | Daniel Abt             | Audi Sport ABT Schaeffler | 45    |                 | 3  |        |
| Ret                    | 68 | Luca Filippi           | NIO Formula E Team        | 36    |                 | 9  |        |
| Fuente:fiaformulae.com |    |                        |                           |       |                 |    |        |

Notas:
1. ↑  Tres puntos adicionales para el que marco la pole position y un punto adicional para el que marcó la vuelta rápida en carrera dentro de los que acabaron en Top-10. (Felix Rosenqvist)
2. ↑  Aunque marcó la vuelta rápida de carrera, no se llevó el punto en juego puesto que no acabó entre los 10 primeros clasificados. (Lucas Di Grassi)
3. ↑  Fue descalificado por una violación técnica del vehículo. (Daniel Abt)